# دي جي كلاي
دي جي كلاي (بالإنجليزية: DJ Clay)‏ هو رابر ودي جيه وملحن ومنتج أسطوانات أمريكي، ولد في 4 يناير 1984 في ديترويت في الولايات المتحدة.

## وصلات خارجية
- دي جي كلاي على موقع ميوزك برينز (الإنجليزية)
- دي جي كلاي على موقع أول ميوزيك (الإنجليزية)
- دي جي كلاي على موقع ديسكوغز (الإنجليزية)